# Accesso anticipato
L'accesso anticipato (anche noto con l'equivalente in lingua inglese early access) è un metodo di pagamento nel settore dei videogiochi in cui l'acquirente ha la possibilità di acquistare e giocare a un videogioco durante i suoi sviluppi e prima della sua data di pubblicazione ufficiale.

## Descrizione
Coloro che pagano in accesso anticipato hanno inoltre la possibilità di eseguire il debugging del gioco, forniscono feedback e suggerimenti ai programmatori e possono avere accesso a contenuti speciali nel gioco.
L'approccio di accesso anticipato è un modo comune per ottenere finanziamenti per i giochi indipendenti, ma in certi casi può essere implementato anche in videogiochi di livello tripla A, come avvenuto per Baldur's Gate III, sviluppato da Larian Studios.
Può anche essere utilizzato in concomitanza con altri meccanismi di finanziamento, incluso il crowdfunding, che promette di offrire l'accesso alle versioni alfa e/o beta del gioco man mano che lo sviluppo procede.
Tuttavia, a differenza di alcuni di questi progetti che sollecitano fondi ma non hanno ancora un gioco giocabile, tutti i giochi di accesso anticipato offrono ai giocatori una versione immediatamente riproducibile del gioco incompiuto.